# Hendrik Nicolaas Werkman

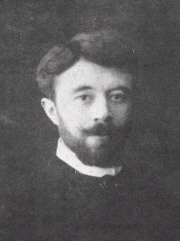
H.N. Werkman.

Hendrik Nicolaas Werkman (Leens, 29 de abril de 1882 - Bakkeveen, 10 de abril de 1945) fue un pintor y tipógrafo holandés, adscrito al expresionismo. 
Nació en Leens, en la provincia neerlandesa de Groninga. En 1908 fundó una imprenta y una casa editorial en Groningen. Reveses financieros obligaron a su cierre en 1923, tras lo cual comenzó de nuevo con un pequeño taller en el ático de un almacén. Werkman era miembro del grupo de artistas De Ploeg ('El Arado'), para la que imprimió carteles, invitaciones y catálogos. De 1923 a 1926 produjo su propia revista, la vanguardista The Next Call, que, como otras obras de la época, incluía collages, experimentando con diversos tipos de letra y materiales de impresión. 
En mayo de 1940, poco después de la invasión alemana de los Países Bajos, Werkman, junto con su amigo August Henkels y otros, comenzó a publicar una serie de historias jasídicas de la leyenda del Baal Shem Tov a través de su editorial clandestina De Blauwe Schuit ('El barco azul'). El 13 de marzo de 1945, la Gestapo arrestó a Werkman, y lo ejecutó por fusilamiento junto con otros nueve prisioneros, cerca de la aldea de Bakkeveen el 10 de abril, tres días antes de ser liberada Groninga. Sus pinturas y grabados, que la Gestapo había confiscado, se perdieron en el incendio que estalló durante la batalla entre las fuerzas alemanas y canadienses.

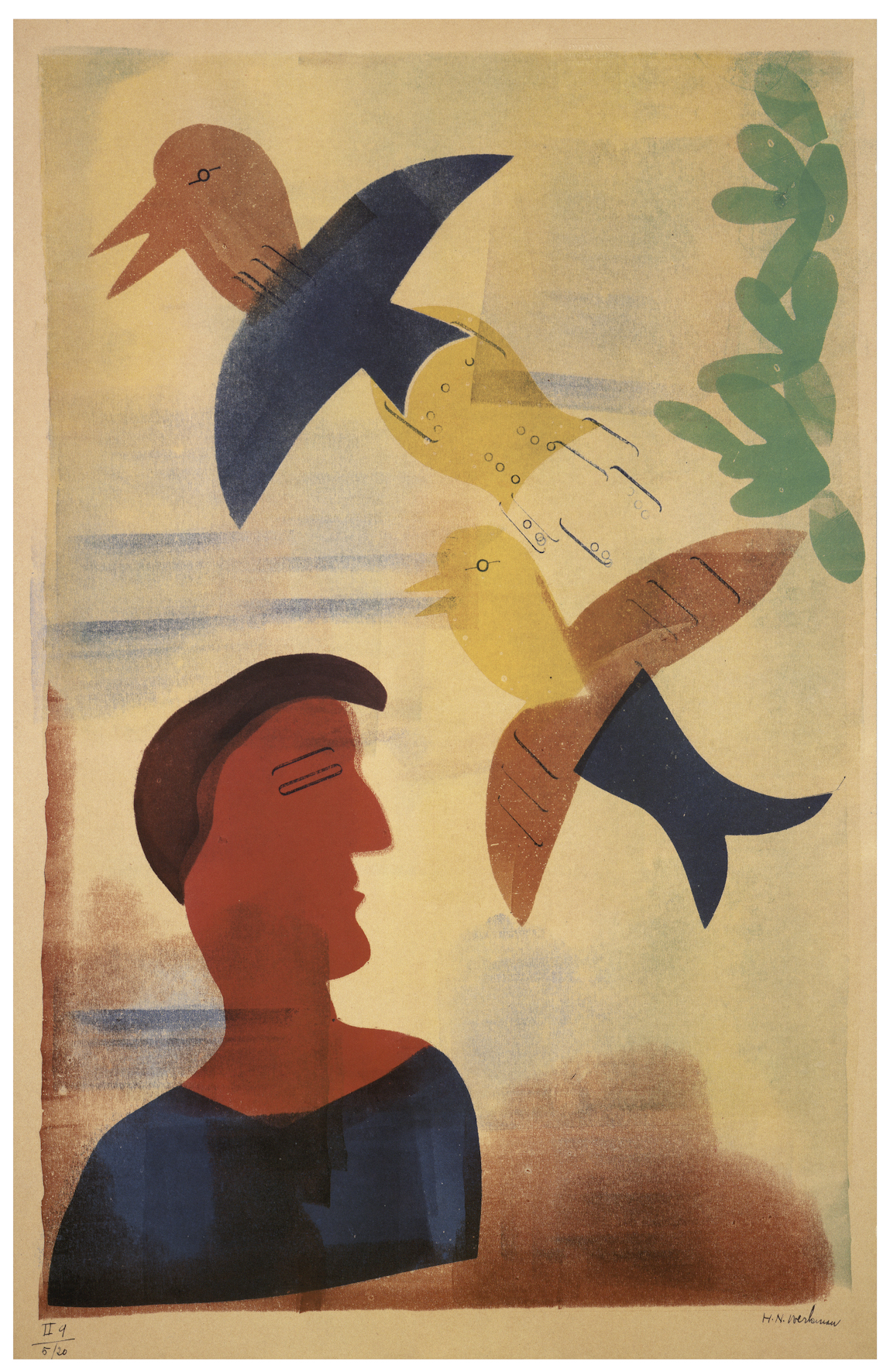
Chassidisiche legenden (1942)
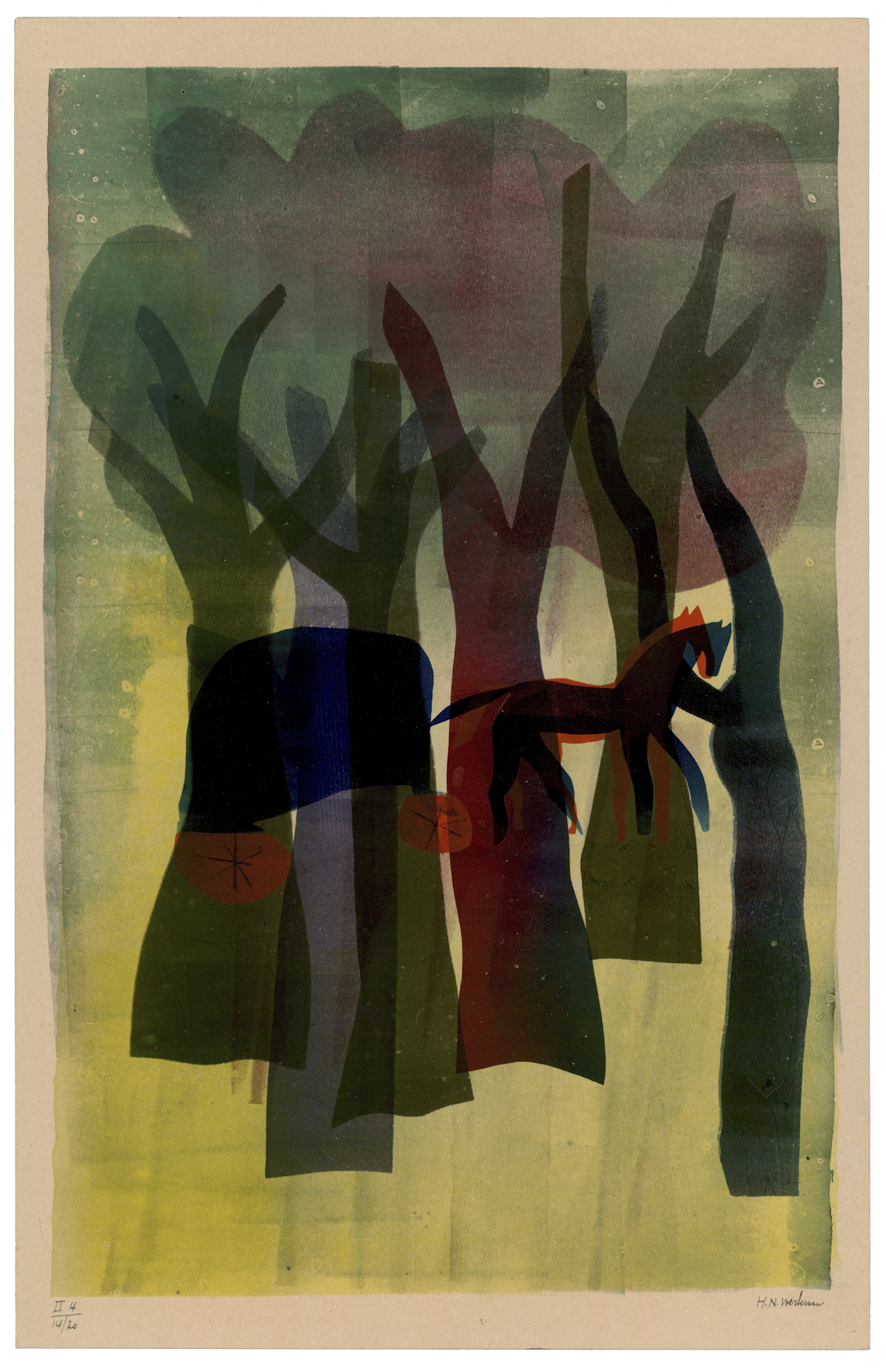
Chassidisiche legenden (1942)
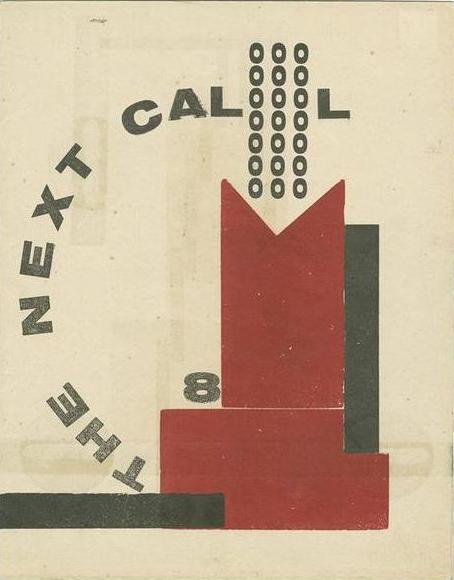
The Next Call (1926)